# Шлосберг (Штирия)
Шлосберг (нем. Schloßberg (Steiermark)) — коммуна (нем. Gemeinde) в Австрии, в федеральной земле Штирия.
Входит в состав округа Лайбниц. Население составляет 1160 человек (на 31 декабря 2005 года). Занимает площадь 29,31 км². Официальный код — 61037.

## Политическая ситуация
Бургомистр коммуны — Готтфрид Постль (АНП) по результатам выборов 2005 года.
Совет представителей коммуны (нем. Gemeinderat) состоит из 15 мест.
- АНП занимает 10 мест.
- СДПА занимает 5 мест.